# Tarzan (film, 1932)
Tarzan (engelska: Tarzan the Ape Man) är en amerikansk äventyrsfilm från 1932 i regi av W.S. Van Dyke. Filmen är baserad på Edgar Rice Burroughs roman Tarzan, apornas son från 1912. I huvudrollerna ses Johnny Weissmuller, Neil Hamilton, C. Aubrey Smith och Maureen O’Sullivan. Detta var Weissmullers första i en serie om tolv Tarzan-filmer. MGM har producerat två nyinspelningar av filmen, 1959 och 1981.

## Rollista i urval
- Neil Hamilton - Harry Holt
- Maureen O’Sullivan - Jane Parker
- C. Aubrey Smith - James Parker, Janes far
- Doris Lloyd - Mrs Cutten
- Forrester Harvey - Beamish
- Ivory Williams - Riano
- Johnny Weissmuller - Tarzan